# Kittikorn Pho-ngam
Kittikorn Pho-ngam ist ein thailändischer Fußballspieler.

## Karriere
Kittikorn Pho-ngam stand bis Ende 2017 beim Super Power Samut Prakan FC unter Vertrag. Wo er vorher gespielt hat, ist unbekannt. Der Verein aus Samut Prakan spielte in der ersten Liga des Landes, der Thai Premier League. Ende 2017 musste er mit dem Verein als Tabellenletzter in die zweite Liga absteigen. Für Super Power absolvierte er ein Erstligaspiel. Hier stand er in der Startelf und wurde in der 28. Minute gegen Nonthawat Rakaok ausgewechselt. Nach dem Abstieg verließ er den Verein und schloss sich dem Drittligisten Royal Thai Army FC an. Mit dem Verein aus der thailändischen Hauptstadt Bangkok spielte er in der dritten Liga, der Thai League 3. Hier trat der Verein in der Lower Region an.